# パオロ・カヴァラ
パオロ・カヴァラ（Paolo Cavara、1926年7月4日 - 1982年8月7日）は、イタリアの映画監督。

## 作品
- 今のままでいて
- コリンヌ・クレリー／濡れたダイヤ
- ロス・アミーゴス
- タランチュラ
- 野性の眼
- ゼロの世代